# Nenana
Nenana – osada w centrum Alaski, około 100 km na zachód od Fairbanks.

## Demografia
Zamieszkana w 2007 roku przez 352 mieszkańców. W roku 2023 liczba mieszkańców spadła do 343 osób, a gęstość zaludnienia do 21,2 osoby/km².